# Двужно (Вармінсько-Мазурське воєводство)
Двужно (пол. Dwórzno, нім. Hoofe) — село в Польщі, у гміні Гурово-Ілавецьке Бартошицького повіту Вармінсько-Мазурського воєводства.
Населення — 239 осіб (2011).

## Демографія
Демографічна структура станом на 31 березня 2011 року:
|          | Загалом | Допрацездатний вік | Працездатний вік | Постпрацездатний вік |
| -------- | ------- | ------------------ | ---------------- | -------------------- |
| Чоловіки | 123     | 29                 | 80               | 14                   |
| Жінки    | 116     | 32                 | 59               | 25                   |
| Разом    | 239     | 61                 | 139              | 39                   |